# Müllheim (Baden)
 For alternative betydninger, se Müllheim. (Se også artikler, som begynder med Müllheim)
Müllheim er en by i Landkreis Breisgau-Hochschwarzwald i den tyske delstat Baden-Württemberg.
Indtil 1. januar 1973 var Müllheim sæde for en landkreis med samme navn, som blev nedlagt ved kommunalreformen. I stedet blev det kommunale samarbejdsforbund Müllheim-Badenweiler dannet.

## Geografi
Byen ligger midt i det gamle kulturlandskab Markgräflerland, i trekanten mellem Badenweiler, Bad Krozingen og Bad Bellingen. Gennem Müllheim løber Klemmbach, som har sit udspring ved Sirnitz, et bjergpas i det sydlige Schwarzwald. Müllheim har gode trafikforbindelser til Freiburg im Breisgau og Basel (Schweiz) samt til Mülhausen i Elsass (Frankrig).

### Areal og anvendelse
Byen har en udstrækning på ca. 15 km fra vest til øst; Fra nord til syd er der es 10 km. Den laveste del ligger ca. 230 moh. ved den vestlige grænse af kommunen. Det højeste punkt er 1.224 moh. ved Sirnitz ved den østlige kommunegrænse. Arealet er på 57,90 km², hvoraf 16,0 km² er skov, ca. 5,0 km² er vinmarker, og resten er enge, frugtplantager, marker, industri- og erhvervsområder sambe beboelsesområder.